# The Darling of the CSA
The Darling of the CSA (The Darling of the C.S.A.) è un cortometraggio muto del 1912 diretto da Kenean Buel.

## Produzione
Il film fu prodotto dalla Kalem Company.

## Distribuzione
Distribuito dalla General Film Company, il film - un cortometraggio di una bobina - uscì nelle sale cinematografiche USA il 7 settembre 1912.